# Macon Mayhem
Macon Mayhem je profesionální americký klub ledního hokeje, který sídlí v Maconu ve státě Georgie. Do profesionální SPHL vstoupil v ročníku 2010/11. V ročníku 2016/17 se stal vítězem SPHL. Své domácí zápasy odehrává v hale Macon Coliseum s kapacitou 7 182 diváků. Klubové barvy jsou námořnická modř, červená a bílá.
Založen byl v roce 2010 po přestěhování týmu Augusta RiverHawks do Maconu.

## Úspěchy
- Vítěz SPHL ( 1× )
  - 2016/17

## Přehled ligové účasti
Zdroj: 
- 2010– : Southern Professional Hockey League